# Alberto Marson
Alberto Marson (Casa Branca, 1925. február 24. – São José dos Campos, 2018. április 25.) olimpiai bronzérmes brazil kosárlabdázó.

## Pályafutása
Az 1948-as londoni olimpián és az 1951-es Buenos Aires-i pánamerikai játékokon bronzérmet szerzett a brazil válogatottal.

## Sikerei, díjai
- Olimpiai játékok
  - bronzérmes: 1948, London
- Pánamerikai játékok
  - bronzérmes: 1951, Buenos Aires